# Norbert Kleinwächter
Norbert Kleinwächter (* 22. Februar 1986 in Augsburg) ist ein deutscher Politiker (AfD). Er war von 2017 bis 2025 Mitglied des Deutschen Bundestages, zwischen 2021 und 2023 war er stellvertretender Vorsitzender der AfD-Bundestagsfraktion. Nachdem er bei der Bundestagswahl 2025 einen erneuten Einzug ins Parlament verpasst hatte, gab er bekannt, sich aus der aktiven Politik zurückziehen zu wollen.

## Leben
Norbert Kleinwächter wurde in Augsburg geboren und wuchs in Bayreuth auf. Nach dem Abitur 2005 studierte er bis 2009 Comparative Literature am Dartmouth College (USA) mit Abschluss Artium Magister sowie Anglistik, Romanistik und Theaterwissenschaft in Erlangen mit Abschluss Magister Artium. Zudem erhielt er das erste Staatsexamen für das Lehramt an Gymnasien mit den Fächern Englisch, Französisch und darstellendes Spiel. Von 2013 bis 2017 war er Lehrer an den Privatschulen Villa Elisabeth in Wildau.

## Politische Laufbahn
Von 2005 bis 2007 war Kleinwächter Mitglied in der Partei Arbeit & soziale Gerechtigkeit – Die Wahlalternative. Seit 2013 ist er Mitglied der AfD. Im Jahre 2014 wurde er Mitglied des Kreisverbandes Dahme-Spreewald und Vorsitzender der AfD-Fraktion im Kreistag. Nach der Bundestagswahl 2017 wurde er über die brandenburgische Landesliste Abgeordneter für den Deutschen Bundestag.
Seit 2019 ist er im Vorstand der Deutsch-Französischen Parlamentarischen Versammlung. Norbert Kleinwächter war ständiges Mitglied der deutschen Delegation im Europarat und im EU-Ausschuss und stellvertretendes Mitglied im Ausschuss für Arbeit und Soziales sowie im Ausschuss für Bildung, Forschung und Technikfolgenabschätzung.
Bei der Bundestagswahl 2025 gelang Kleinwächter kein erneuter Einzug ins Parlament, woraufhin er in einer Stellungnahme auf X verlautbaren ließ, sich nun mehr einem Leben abseits der aktiven Politik widmen zu wollen.

## Positionen
Kleinwächter wird im Allgemeinen von Beobachtern zum gemäßigten Teil der AfD gerechnet.
Im November 2017 brachte Kleinwächter gemeinsam mit Roman Reusch und Waldemar Herdt einen Antrag zur Förderung der Rückkehr syrischer Flüchtlinge im Bundestag ein. Im Antrag schrieben die Abgeordneten: „Die Sicherheitslage in großen Teilen Syriens hat sich in den vergangenen Monaten substantiell verbessert.“ Sie beriefen sich dabei auf die International Organization for Migration (IOM), wonach „allein in den ersten sieben Monaten des Jahres 2017 insgesamt über 600.000 Syrer“ in ihre Heimat zurückgekehrt seien, und forderten, die Bundesregierung solle ein Abkommen mit dem syrischen Diktator Baschar al-Assad schließen, damit Flüchtlinge von nun an wieder „sicher und kostenfrei“ in das Bürgerkriegsland ziehen könnten. Die IOM hatte zwar eine Meldung unter einer derartigen Überschrift veröffentlicht, doch an Stelle einer besseren Sicherheitslage beschrieb dieser das Gegenteil: 93 % dieser 600.000 Menschen hatten laut IOM Syrien gar nicht erst verlassen, sie waren innerhalb des Landes geflüchtet. Im selben Zeitraum seien zudem mehr als 800.000 Syrer vertrieben worden. 10 % der Rückkehrer hätten ein zweites Mal fliehen müssen. Der Bericht schloss, eine Heimkehr sei „nicht unbedingt freiwillig, sicher oder nachhaltig“ (englisch: „not necessarily voluntary, safe or sustainable“). Laut späteren IOM-Zahlen mussten zwischen Januar und Oktober sogar fast 1,5 Millionen Menschen innerhalb Syriens fliehen. Die Abgeordneten der übrigen Fraktionen reagierten mit Kopfschütteln, sie warfen der AfD „Zynismus“ und „Taschenspielertricks“ vor. Autoren der Süddeutschen Zeitung rezipierten die Vorstellung des Antrags unter dem Titel „Alternative Fakten für Deutschland“, im Bayerischen Rundfunk wurde in dem Kontext eine veränderte Debattenkultur wahrgenommen und im Mitteldeutschen Rundfunk wurde von einer neuen Streitkultur berichtet, zu der „laute und schrille Töne sowie Provokationen“ zählten.
Der Filmemacher Andreas Wilcke dokumentierte in seinem Film Volksvertreter, wie Kleinwächter während der Fußball-Weltmeisterschaft 2018 im Kreis von Parteifreunden vor der Übertragung des Spiels der deutschen Nationalmannschaft gegen Schweden den deutschen Kader nach der Herkunft und dem ethnischen Hintergrund der Spieler sortierte; über Niklas Süle äußerte er beispielsweise, dieser sei „von Vaters Seite Ungar“. Als zum Ende des Spiels Jérôme Boateng die gelb-rote Karte sah, wurde der Platzverweis von den Zuschauern um Kleinwächter mit dem Wort „Neger“ und dem Ruf „Abschieben!“ kommentiert und Kleinwächter ergänzte: „Das müsste man auch an der Grenze machen: Rot!“
Ende 2020 behauptete Kleinwächter im Zusammenhang mit der COVID-19-Pandemie in Deutschland in einem YouTube-Video, im Entwurf zur Novelle des Infektionsschutzgesetzes werde „festgehalten, dass man eine Impfung plant“. Er rief die Zuschauer dazu auf, mit Protest-Mails „die Postfächer der Abgeordneten [zu] fluten“ und „Spontan-Demos“ vor den Wahlkreisbüros von CDU- und SPD-Abgeordneten abzuhalten, „direkt vor den Fenstern, damit die nicht mehr hören, was ihr eigenes Wort ist in den Büros“.
Kleinwächter verließ Ende März 2022 nach einer Rede seines Parteikollegen Steffen Kotré das Plenum und schrieb auf Twitter: „Ich distanziere mich in aller Entschiedenheit von der widerlichen Putin-Propaganda, die Steffen Kotré heute im Bundestag verbreitet hat.“ Kotré hatte zur Empörung Kleinwächters ohne Beleg die russische Behauptung ukrainischer Biowaffenlabore aufgegriffen. Der Fraktionsvorstand ermahnte beide. Im Juni 2024 war er einer von nur vier AfD-Abgeordneten, die der Rede Selenskyjs im Bundestag zuhörten.

## Sonstiges
Kleinwächter twitterte anlässlich der Amokfahrt in Münster, dass „verblendete Islamisten, diese tickenden Zeitbomben“ verantwortlich seien. Nachdem bekannt wurde, dass der Tatverdächtige ein gebürtiger Deutscher ist, löschte Kleinwächter den Tweet.
Auf dem Landesparteitag der AfD in Frankfurt (Oder) am 21. März 2021 bewarb Kleinwächter sich für die Landesliste der Bundestagswahl 2021. Während einer Zwischenfrage zu seiner Bewerbungsrede bezeichnete er seinen Kommentar: „Kalbitz ist tot“ als Fehler. Andreas Kalbitz wurde 2020 aufgrund von Mitgliedschaften und Verbindungen in die rechtsextreme Szene aus der AfD ausgeschlossen.
Anfang 2023 veröffentlichte Kleinwächter in den sozialen Medien die Bild-Text-Montage (Sharepic) einer künstlich erstellten Grafik (Deepfake), die mehrere aufgebrachte Männer zeigte. Die mutmaßlich mittels eines Text-zu-Bild-Generators erstellte Abbildung löste eine Diskussion um die politische Vereinnahmung der Technologie aus. Bereits zuvor hatte Kleinwächter derartige Fakes zur Karikatur eines Bundesministers verwendet.